# Ústřičník velký

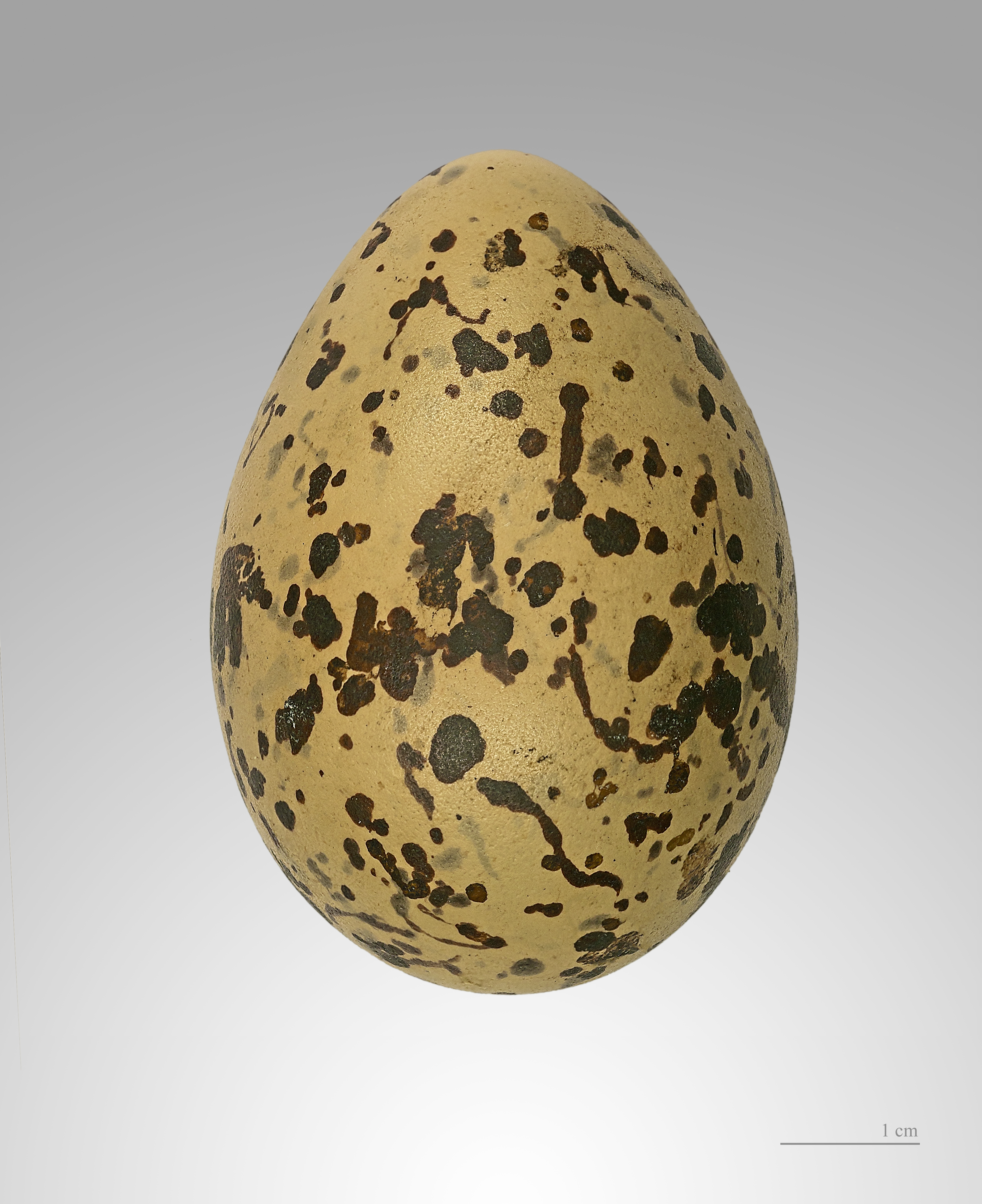
Haematopus ostralegus

Ústřičník velký (Haematopus ostralegus) je bahňák z čeledi ptáků ústřičníkovitých.

## Popis
Ústřičník dosahuje velikosti holuba, váží asi 0,5 kg. Zbarvení je nápadně černobíle strakaté. Spodní stranu křídel, břicho a ocas, má zbarveny bíle, zbytek těla je černý. V zimním šatě, u některých jedinců celoročně, mají ústřičníci bílý pruh na hrdle. Nohy a dlouhý zobák má červené. Samec a samice jsou zbarveni stejně, pouze mladí jedinci mají na hřbetě světlé šupiny. Při letu jsou na svrchní straně křídel vidět zřetelné bílé proužky.

## Výskyt
Ústřičník velký se vyskytuje převážně v Evropě a severní Asii až po Kamčatku a Koreu. Většinou žije na mořském pobřeží a na přímořských loukách, kde také hnízdí. Izolované populace se vyskytují na březích velkých řek v Rusku, jako je Volha, Don, Ob a Těrek, ve Středomoří a dokonce i na Novém Zélandu. Ve 20. století se začal postupně rozšiřovat do vnitrozemí nejen v Rusku, ale i v jiných částech Evropy. Na většině území jsou ústřičníci stěhovaví, severoevropští ústřičníci zimují ve Středomoří, sibiřští a korejští na březích Jihočínského moře nebo v Indii. Populace z Britských ostrovů a západoevropského pobřeží (od Dánska po Bretaň) jsou stálé. Na tahu se vyskytují i v České republice, většinou na jaře (březen, duben) nebo v září.

## Způsob života, potrava
Ústřičníci žijí jak na skalnatém tak i na písčitém pobřeží, potravu si hledají v příbojové zóně nebo nad její hranicí. Tvoří ji nejen ústřice, slávky a jiní mlži, ale také mnohoštětinatci a drobní korýši. Jednotliví ptáci se specializují na určitý typ potravy, čemuž odpovídá tvar zobáku. Ten může být ukončen dlátovitě, což platí pro ptáky specializované na ústřice a slávky a používají zobák jako páčidlo k rozevírání lastur. Jiní jedinci mají zobák tupě ukončený, sloužící k rozbíjení lastur menších mlžů, případně špičatý a úzký, jehož nositelé se živí mnohoštětinatci a korýši. Hlasové projevy ústřičníků je možno slyšet nejčastěji na jaře, v období toku. Je to série hvízdavých zvuků, podobná hlasu strakapouda.
Hnízdí v dubnu až květnu, samice klade tři nebo čtyři kropenatá vejce. Hnízdem je jednoduchý důlek vystlaný úlomky lastur, suchými chaluhami a pery. Inkubace trvá 25–30 dní a další měsíc se matka o mláďata stará. Ústřičníci dospívají až ve věku tří let a dožívají se až 40 let. Mnozí starší ptáci mívají poraněné nohy nebo dokonce chybějící prsty.
Může se dožít až 43 let.

## Chov v zoo
Tento druh je v Evropě k vidění přibližně v sedmi desítkách zoo (stav červenec 2019). V Česku se jedná o sedm zoo:
- Zoo Brno
- Zoo Dvůr Králové
- Zoo Hluboká
- Zoo Ostrava
- Zoo Plzeň
- Zoo Praha
- Zoo Zlín

Na Slovensku tento druh chován není.

### Chov v Zoo Praha
Ústřičník velký byl v Zoo Praha chován již v 70. letech 20. století v někdejším pavilonu vodních ptáků, který byl po povodni v roce 2002 přestavěn na pavilon Sečuán. Současný chov započal v roce 1998. Tehdy přišel pár z nizozemské Burger's Zoo v Arnhemu. První úspěšný odchov byl zaznamenán v roce 2001. V průběhu roku 2018 se podařilo odchovat dvě samice. Na konci roku 2018 bylo chováno šest jedinců (tři samci, tři samice), což bylo nejvíce ze všech českých a slovenských zoo. V červnu 2019 se vylíhla dvě mláďata. Mládě přišlo na svět i v červenci 2020.
Tento druh je k vidění v průchozí africké voliéře expozičního celku Ptačí mokřady v dolní části zoo.